# Operazione Attleboro
Operazione Attleboro (in inglese Operation Attleboro, in vietnamita Chiến dịch Attleboro) fu il nome in codice di una grande operazione di "individuazione e distruzione" (Search and Destroy), avvenuta dal 14 settembre al 24 novembre 1966 durante la guerra del Vietnam, condotta dalla 196ª brigata di fanteria americana nel distretto di Dầu Tiếng, nella provincia di Binh Duong.

## Le forze in campo
La 196ª brigata di fanteria americana, comandata dal generale di brigata Edward H. deSaussure, giunse in Vietnam dagli Stati Uniti d'America alla fine di agosto del 1966 ed era composta dalla 1ª divisione di fanteria, comandata dal generale William E. DePuy, dalla 4ª divisione di fanteria e dal 27º reggimento di fanteria. Venne inviata di stanza nei pressi della città di Tay Ninh, nella regione di Dong Nam Bo, la cosiddetta "zona di guerra C", e le fu comandato di cercare depositi di materiali che i Viet Cong mantenevano in quel settore e dei quali si servivano per i loro attacchi portati nelle vicinanze od all'interno di Saigon. In quel particolare settore operava la 9ª divisione Viet Cong, la quale si muoveva a piedi nella giungla e, partendo dai suoi rifugi siti in Cambogia, operava i suoi attacchi contro gli obiettivi americani e sud vietnamiti.

## Le perlustrazioni ed i primi scontri
Il 17 ottobre, durante la perlustrazione della zona, i soldati americani, incontrando scarsa resistenza, scoprirono sampan, depositi di munizioni, gallerie, documenti ed ospedali da campo, e, nei giorni successivi, circa 1 000 tonnellate di riso e 25 tonnellate di sale, che furono recuperati e portati via dagli elicotteri Chinook, ma le informazioni in possesso degli americani, a dispetto della scarsa attività nemica, segnalavano che nella zona avrebbe dovuto essere presente la 9ª divisione Viet Cong, assieme ad un reggimento nord vietnamita, ed al generale deSaussure fu comandato di impegnare i suoi tre battaglioni, uniti ad un battaglione della 25ª divisione, comandata dal generale Frederick Weyand, allo scopo di trovarli.
Il piano consisteva nell'utilizzare due battaglioni per avanzare nella giungla, con lo scopo di sospingere il nemico verso il terzo battaglione, comandato dal maggiore Guy S. Meloy, Jr., che avrebbe dovuto costituire l'incudine sulla quale le forze vietnamite avrebbero dovuto scontrarsi durante il ripiegamento per sfuggire ai primi due; la prima compagnia del battaglione di Meloy, la compagnia B, fu fatta atterrare nella zona e questa, alle ore 09.22, comunicò che la landing zone era "fredda", ossia priva di attività nemica, ed iniziò ad avanzare per setacciare il terreno, mentre gli elicotteri rientrarono per prelevare la compagnia C.
La compagnia C, comandata dal capitano James C. Thompson, durante le operazioni di sbarco, fu pesantemente attaccata e fu richiesto l'intervento delle cannoniere volanti e degli aerei da attacco al suolo, mentre gli elicotteri facevano ritorno per prelevare la compagnia A; la compagnia C subì diverse perdite ed anche dopo l'arrivo della compagnia A i soldati non riuscirono a sganciarsi e, dopo tre giorni di scontri, furono costretti a raccogliersi con il rischio di venire circondati. A circa due chilometri di distanza il battaglione comandato dal tenente colonnello Charles E. Weddle iniziò ad avanzare verso nord ma i soldati di un suo plotone furono dapprima colpiti da una mina Claymore e successivamente bloccati dal fuoco nemico.

## Le difficoltà e l'avvicendamento del comando
Il 4 novembre un altro battaglione della 25ª divisione, comandato dal tenente colonnello William C. Barott, fu mandato come rinforzo alla 196ª brigata e la compagnia C dell'unità si mosse per raggiungerne il terzo battaglione ma venne circondato ed il comandante restò ucciso durante i combattimenti; verso sera la compagnia C del battaglione comandato dal capitano Thompson riprese l'avanzata per correre in soccorso della compagnia accerchiata ma venne attaccata dai reparti del 273º battaglione nord vietnamita e dovette combattere tutta la notte, non riuscendo ad avanzare oltre.
I combattimenti proseguirono anche nel giorno successivo ed i reparti americani non riuscirono a riunirsi ma, grazie all'intervento aereo ed al fuoco dell'artiglieria gli attacchi si diradarono ed, alle ore 12.00 del 5 novembre, gli elicotteri dei rifornimenti poterono atterrare, insieme a quelli del soccorso sanitario per l'evacuazione dei feriti. Il prosieguo dell'operazione fu affidata alla 1ª divisione del generale William E. DePuy, con l'appoggio di altre due brigate, mentre i reparti della 196ª brigata rientrarono a Tay Ninh ed il generale deSaussure venne sollevato dal comando e sostituito con il generale Richard T. Knowles.

## Esito
L'operazione Attleboro vide coinvolte un grande numero di truppe, circa 22 000 uomini tra americani e sud vietnamiti, ed i soldati americani, nonostante la superiorità numerica e di armamento, pagarono l'inesperienza per il tipo di guerra che si sarebbe combattuta negli anni a venire, soffrendo nella circostanza la perdita di 155 morti e circa 800 feriti, ma soprattutto iniziò a rivelarsi che sarebbe stato il nemico, grazie alla sua capacità di eclissarsi, a decidere sempre dove e quando si sarebbe combattuto.